# 30298 Somyakhare
30298 Somyakhare este un asteroid din centura principală de asteroizi.

## Descriere
30298 Somyakhare este un asteroid din centura principală de asteroizi. A fost descoperit pe 29 aprilie 2000 la Socorro, New Mexico, în cadrul proiectului LINEAR. Asteroidul prezintă o orbită caracterizată de o semiaxă mare de 2,29 ua, o excentricitate de 0,19 și o înclinație de 7,6° în raport cu ecliptica.